# Urisići
Urisići (cyr. Урисићи) – wieś w Bośni i Hercegowinie, w Republice Serbskiej, w gminie Srebrenica. W 2013 roku liczyła 51 mieszkańców.